# Hylaeus tephronotus
Hylaeus tephronotus är en biart som först beskrevs av Warncke 1992.  Hylaeus tephronotus ingår i släktet citronbin, och familjen korttungebin. Inga underarter finns listade i Catalogue of Life.